# 空港中央出入口
空港中央出入口（くうこうちゅうおうでいりぐち）は、東京都大田区にある首都高速道路湾岸線の出入口である。1993年9月、湾岸線延伸に伴い開設された。東京国際空港(羽田空港)の最寄である。西行・東行双方の出口・入口とも設置されているフルインターチェンジである。英語表記名は「Haneda Airport」である（ただし、料金所では「Kuko Chuo」と表記されている。

## 料金所

### B17入口→東京
ETC専用　１
一般/ETC　１

### B16入口→川崎
ETC/一般　１
閉鎖中　　１

## 注意
- 双方向とも水底トンネル（空港北トンネル・多摩川トンネル）があるため、危険物積載車両は通行できない。
- 空港中央出入口から東海ジャンクション経由湾岸分岐線の利用は、双方向ともできない。

## 周辺
- 東京国際空港
- 羽田空港第1・第2ターミナル駅（京急）
- 羽田空港第1ターミナル駅（東京モノレール）
- 羽田空港第2ターミナル駅（同上）
- 羽田空港第3ターミナル駅（京急・東京モノレール）

## 隣
首都高速湾岸線
川崎浮島JCT/(B12,B13)浮島出入口/湾岸浮島TB(廃止) - 多摩川TN - (B14)湾岸環八出入口 - (B16,B17)空港中央出入口 - 空港北TN - 東海JCT - (B18,B19)大井南出入口